# Ультрацентрифуга

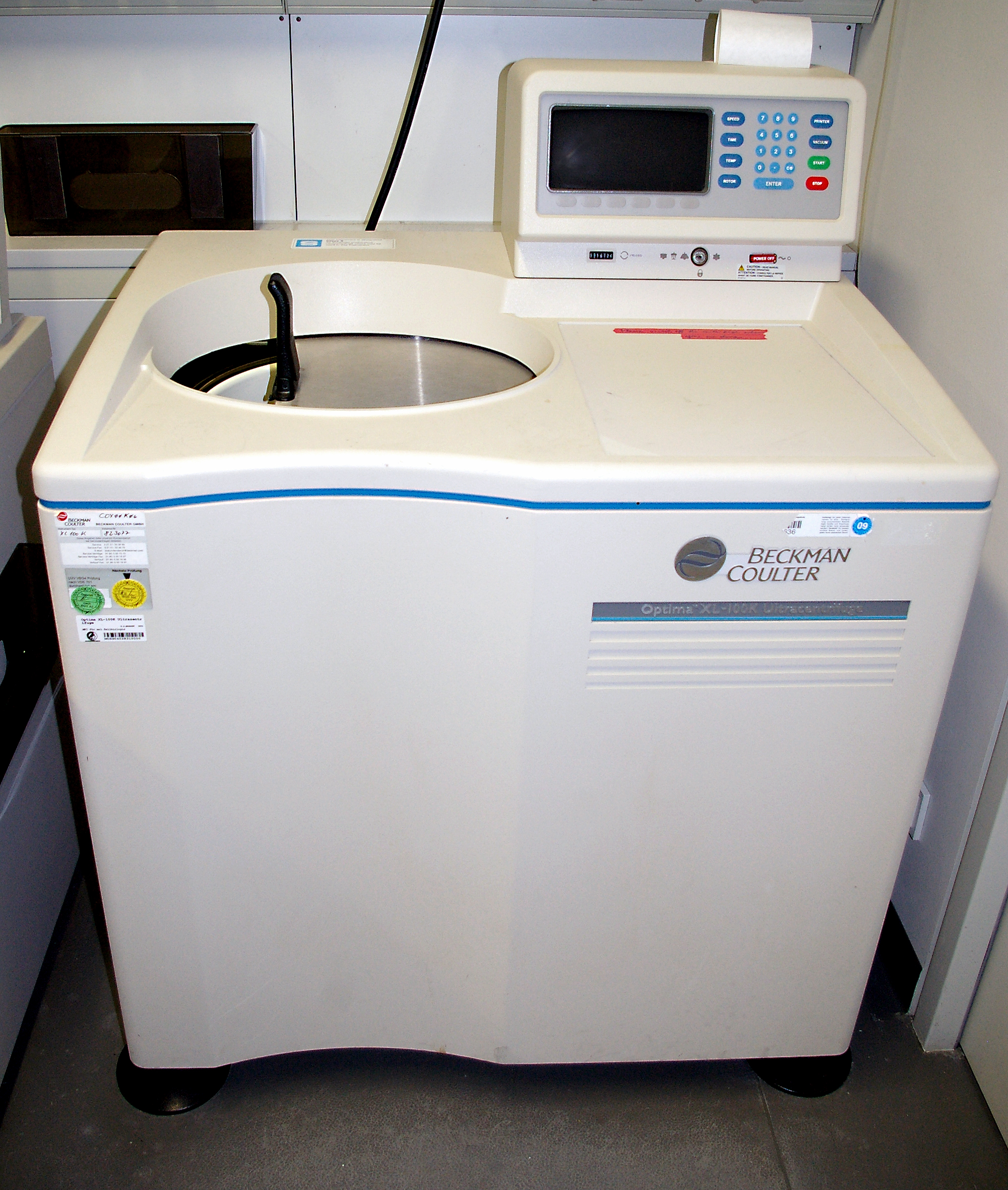
Лабораторна ультрацентрифуга.

Ультрацентрифуга (англ. ultracentrifuge) — прилад для розділення часток розміром менше 100 нм (колоїдів, субклітинних часток,  макромолекул білків нуклеїнових кислот, ліпідів полісахаридів, синтетичних полімерів і ін) зважених або розчинених у рідині. Це досягається обертанням ротора, що створює відцентрове поле з прискоренням, на багато порядків перевищують прискорення сили тяжіння.

## Опис
За призначенням і конструкції ультрацентрифуги підрозділяються на "препаративні, аналітичні і препаративно-аналітичні. Препаративні ультрацентрифуги забезпечені кутовими роторами з гніздами для циліндричних пробірок, стаканів або пляшок, нахилених під кутом 20-40º до вертикальної осі ротора, або так званими бакетнимі роторами із стаканами, що повертаються на при обертанні на 90°. Існують також зональні і проточні ротори з однією великою внутрішньою порожниною для фракціоніруемой рідини. Препаративні ультрацентрифуги застосовуються для виділення із складних середовищ окремих компонентів, наприклад, субклітинних органел і вірусів.
Аналітичні ультрацентрифуги забезпечені роторами з наскрізними циліндричними гніздами, в які поміщені спеціальні прозорі кювети для досліджуваних розчинів або суспензій. Процес перерозподілу часток в них можна спостерігати безпосередньо при обертанні ротора за допомогою спеціальних оптичних систем (рефрактометричних, абсорбції). Випускається багато видів ультрацентрифуг, в яких створюються відцентрові прискорення аж до 1000000 г, а розділення частинок і молекул здійснюється в обсягах, вимірюваних десятками і сотнями мілілітрів. В даний час ультрацентрифугування активно використовується для визначення молекулярно-масового розподілу макромолекул в розчині.